# Nastran
NASTRAN es un programa de cálculo estructural que aplica el método de los elementos finitos (MEF). Fue desarrollado inicialmente por la NASA a finales de los 60 con fondos del gobierno de los EE. UU. para la industria aeroespacial. The MacNeal-Schwendler Corporation, MSC Software, fue una de las principales desarrolladoras del código del NASTRAN, que en un principio era un código abierto de dominio público.
Nastran está escrito en Fortran y su código consta de más de un millón de líneas.
Nastran estuvo ampliamente extendido en la industria aeroespacial hasta principios del siglo XXI.

## Historia
La revisión anual de 1964 del programa de investigación de dinámica estructural de la NASA reveló que los centros de investigación estaban desarrollando por separado software de análisis estructural que era específico para sus propias necesidades. La revisión recomendó que se utilizara en su lugar un único programa de software genérico. En respuesta, se formó un comité ad hoc, el cual determinó que ningún software existente podría cumplir con sus requisitos. Sugirieron establecer un proyecto cooperativo para desarrollar este software y crearon una especificación que describía sus capacidades.
Se adjudicó un contrato a Computer Sciences Corporation (CSC) para desarrollar el software. El primer nombre utilizado para el programa durante su desarrollo en la década de 1960 fue GPSA, un acrónimo de Análisis estructural de propósito general. El eventual nombre formal aprobado por la NASA para el programa, NASTRAN, es un acrónimo formado a partir de NA SA STRucture ANalysis. El sistema NASTRAN fue lanzado a la NASA en 1968. A fines de la década de 1960, MacNeal-Schwendler Corporation (MSC) comenzó a comercializar y respaldar su propia versión de NASTRAN, llamada MSC / NASTRAN (que finalmente se convirtió en MSC Nastran). La arquitectura del software original fue desarrollada por Joe Mule (NASA) y Gerald Sandler (NASA), y Stephen Burns (Universidad de Rochester).
La aplicación de software NASTRAN se escribió para ayudar a diseñar vehículos espaciales más eficientes, como el transbordador espacial. NASTRAN fue lanzado al público en 1971 por la Oficina de Utilización de Tecnología de la NASA. El uso comercial de NASTRAN ha ayudado a analizar el comportamiento de estructuras elásticas de cualquier tamaño, forma o propósito. Por ejemplo, la industria automotriz utiliza el programa para diseñar sistemas de suspensión delantera y conexiones de dirección. También se utiliza en el diseño de vías férreas y automóviles, puentes, plantas de energía, rascacielos y aviones. Se estimó que el programa por sí solo arrojó 701 millones de dólares en ahorros de costes de 1971 a 1984. NASTRAN fue incluido en el Salón de la Fama de Tecnología Espacial de la Fundación Espacial de EE. UU. en 1988, una de las primeras tecnologías en recibir este prestigioso honor.
El programa NASTRAN ha evolucionado en muchas versiones. Cada nueva versión contiene mejoras en la capacidad de análisis y rendimiento numérico. Hoy, NASTRAN se usa ampliamente en todo el mundo en las industrias aeroespacial, automotriz y marítima. Se ha afirmado que es el estándar de la industria para los tipos básicos de análisis de estructuras aeroespaciales, por ejemplo, análisis lineales, elásticos, estáticos y dinámicos.
En 2001, la NASA lanzó con el paquete "NASA Classics" el código fuente de NASTRAN.
En noviembre de 2002, MSC Software llegó a un acuerdo final con la Comisión Federal de Comercio (FTC) para resolver un caso antimonopolio contra la empresa en relación con dos adquisiciones de proveedores rivales de CAE, Universal Analytics, Inc. (UAI) y Computerized Structural Analysis & Research Corp. (CSAR). La FTC había alegado que las adquisiciones representaban actividades anticompetitivas. Según los términos del acuerdo, MSC se deshizo de una copia clonada de su software Nastran actual. La venta se realizó a través de licencias no exclusivas, perpetuas y libres de regalías a UGS Corporation. Esta última fue adquirida por Siemens en 2007.
Actualmente, varios proveedores ofrecen versiones comerciales de NASTRAN.

## Software derivado
NASTRAN es principalmente un solucionador para el análisis de elementos finitos; no tiene funcionalidad que permita construir gráficamente un modelo o mallar, y toda la entrada y salida del programa está en forma de archivos de texto. Sin embargo, varios proveedores de software comercializan pre- y posprocesadores diseñados para simplificar la construcción de un modelo de elementos finitos y el análisis de los resultados. Estas herramientas de software incluyen funcionalidad para importar y simplificar geometría CAD, mallar con elementos finitos y aplicar cargas y restricciones. Las herramientas permiten al usuario enviar un análisis a NASTRAN, importar los resultados y mostrarlos gráficamente. Además de las capacidades de procesamiento previo y posterior, varios proveedores de Nastran han integrado capacidades no lineales más avanzadas en sus productos Nastran.
Están disponibles las siguientes alternativas de software, todas ellas basadas en el código fuente original de NASTRAN:
- MSC Nastran
- NASTRAN-xMG (adquirido por MSC Software)
- NEi Nastran (una versión basada en PC/Linux del código fuente original de NASTRAN)
- NX Nastran (adquirido por Siemens Digital Industry Software con el nombre de Simcenter Nastran)
- Nastran distribuido por la Open Channel Foundation

### MSC Nastran
MSC Nastran es el producto Nastran comercial original iniciado por el Dr. Richard MacNeal y Robert Schwendler en 1963. Se utiliza comúnmente para realizar análisis estructurales. Aunque se utiliza en todas las industrias, mantiene un gran número de usuarios en las industrias aeroespacial y automotriz para realizar análisis computacionales de tensión y deformación de modelos de estructuras a nivel de componentes y sistemas. Desde 1963, ha continuado evolucionando y ampliando sus capacidades a análisis dinámico, rotordinámico, no lineal, térmico, de alto impacto, NVH, interactivo estructural de fluidos y de fatiga. En la actualidad, se combina con MSC Marc y LS-Dyna para proporcionar soluciones de análisis acopladas altamente no lineales.

### NASTRAN-xMG
Construido a partir del mismo código base que el software NASTRAN original creado por la NASA que incluye la arquitectura NASTRAN original y el lenguaje DMAP, NASTRAN-xMG proporciona un tamaño de problema ilimitado, tecnología de resolución de alta velocidad y opciones de análisis de subestructura.

### NEi Nastran
NEi Nastran es un solucionador de análisis de elementos finitos de propósito general que se utiliza para analizar tensiones lineales y no lineales, dinámica y características de transferencia de calor de estructuras y componentes mecánicos. Está disponible en una variedad de plataformas, incluidas Windows y Linux de 32/64 bits. Este software fue adquirido por Autodesk en mayo de 2014.

### Simcenter Nastran
Anteriormente conocido como NX Nastran. NX Nastran resultó de una acción de la Comisión Federal de Comercio de Estados Unidos contra MSC Corporation por supuesta actividad antimonopolio. El acuerdo antimonopolio permitió la compra en 2003 de una licencia perpetua libre de regalías para el código fuente de MSC.Nastran 2001 por parte de UGS. UGS era anteriormente la división Unigraphics de EDS. Las capacidades CAE de Nastran se agregaron al CAD de NX Unigraphics y a otros componentes para formar la suite de gestión del ciclo de vida del producto EDS/UGS PLM Solutions. Esta línea de productos fue adquirida por Siemens en 2007 y se convirtió en Siemens Digital Industry Software.
La compra incluyó una licencia perpetua, mundial, no exclusiva del programa de software MSC.Nastran v2001, otros activos relacionados con el software y todos los derechos de autor y marcas comerciales adquiridos como resultado de las adquisiciones de MSC de Universal Analytics Inc. y Computerized Structural Analysis & Research Corp. en 1999.
Simcenter Nastran (NX Nastran) ahora forma parte de la cartera de productos Simcenter de Siemens Digital Industry Software como uno de los principales solucionadores dentro de su aplicación Simcenter 3D CAE.

### OCF Nastran
Tanto las copias fuente como las binarias de Nastran están disponibles en Open Channel Foundation por una tarifa de licencia anual. Esto fue parte de la distribución de la Colección COSMIC de la NASA del Centro Nacional de Transferencia de Tecnología. Fue publicado en junio de 2015 en GitHub.

### Competencia
Actualmente existen numerosos productos MEF disponibles comercialmente; algunos de ellos pueden leer el formato de entrada NASTRAN aunque no llevan el nombre NASTRAN.